# Python Package Index
O Python Package Index, abreviado como PyPI e também conhecido como Cheese Shop (uma referência ao esboço "Cheese Shop" do Monty Python's Flying Circus), é o repositório de software oficial de terceiros para Python. É análogo ao CPAN, o repositório para Perl. Alguns gerenciadores de pacotes, incluindo o pip, usam o PyPI como a fonte padrão para os pacotes e suas dependências. Mais de 113.000 pacotes Python podem ser acessados por meio do PyPI.
O PyPI, primariamente, hospeda pacotes Python na forma de arquivos chamados sdists (source distributions, em português, distribuições de fonte) ou "wheels" (rodas) pré-compiladas.
O PyPI, como um índice, permite que os usuários pesquisem pacotes por palavras-chave ou por filtros em seus metadados, como licença de software livre ou compatibilidade com o POSIX. Uma única entrada no PyPI é capaz de armazenar, além de apenas um pacote e seus metadados, versões anteriores do pacote, rodas pré-compiladas (por exemplo, contendo DLLs no Windows), bem como diferentes formas para diferentes sistemas operacionais e versões do Python.

## História
O módulo Python Python Distribution Utilities (distutils), em portuguÊs Utilitários de Distribuição do Python, foi adicionado pela primeira vez à biblioteca padrão do Python na versão 1.6.1, em setembro de 2000, e na versão 2.0, em outubro de 2000, nove anos após a primeira versão em fevereiro de 1991, com o comando objetivo de simplificar o processo de instalação de pacotes Python de terceiros.
No entanto, o distutils forneceu apenas as ferramentas para empacotar o código Python, e nada mais. Ele foi capaz de coletar e distribuir metadados, mas não os utilizou para outros fins. O Python ainda não possuía um catálogo centralizado de pacotes na Internet. A PEP 241, uma proposta para padronizar metadados para índices, foi finalizado em março de 2001. Uma proposta para criar um catálogo centralizado abrangente, hospedado no domínio python.org, foi finalizada posteriormente em novembro de 2002.
Em 16 de abril de 2018, todo o tráfego do PyPI começou a ser atendido por uma plataforma de site mais moderna: Warehouse. O site herdado foi desativado no final daquele mês. Todos os pacotes existentes foram migrados para a nova plataforma e seus históricos preservados.